# Oliver Ellsworth
Oliver Ellsworth (29 aprile 1745 – 26 novembre 1807) è stato un politico e avvocato statunitense.

## Biografia
I suoi genitori furono il capitano David e Jemima Leavitt Ellsworth. Studiò prima a Yale per poi trasferirsi al college di New Jersey alla fine del secondo anno. Studiò teologia ricevendo il bachelor, per poi continuare con gli studi di legge. Nel 1772 sposò Abigail Wolcott, figlia di Abigail Abbot e William Wolcott, nipote di Roger Wolcott. La coppia avrà nove figli fra cui:
- William Wolcott Ellsworth che sposerà la figlia di Noah Webster
- Henry Leavitt Ellsworth,

Il 28 maggio 1787, Ellsworth aderì alla Convenzione di Filadelfia in qualità di delegato del Connecticut con Roger Sherman e William Samuel Johnson. Fu candidato alle elezioni presidenziali del 1796 ricevendo undici voti nel Collegio elettorale, classificandosi al sesto posto; l'elezione fu vinta da John Adams.
Fu membro della massoneria.